# Venom (musikalbum)
Venom är Breachs tredje studioalbum, utgivet på skivbolaget Burning Heart Records 1999. Skivan utgavs av Relapse Records i USA och på vinyl av Trust No One Recordings.

## Låtlista[1]
1. "Helldrivers" - 5:00
2. "Murder" - 2:48
3. "Gheeá" - 3:18
4. "Heroine" - 4:42
5. "Diablo" - 2:54
6. "Common Day" - 3:13
7. "Path of Conscience" - 2:34
8. "Game in Vein" - 4:07
9. "Pleasuredome" - 3:27
10. "Black Sabbath" - 4:44
11. "Hell Is My Witness" - 3:07
12. "Penetration" - 4:21